# Ochyroceratidae
Ochyroceratidae — родина аранеоморфних павуків.

## Поширення
Вони трапляються в Центральній і Південній Америці, Центральній і Східній Африці, а також від Індії до Нової Гвінеї.

## Опис
Досить невеликі павуки, завдовжки від 0,6 до 3 мм. Ці павуки мають шість очей.

## Спосіб життя
Вони населяють тропічні ліси та печери, практично займаючи ті ж екологічні ніші, що й Linyphiidae північної півкулі. Вони будують маленькі і неправильні павутиння всередині листя, між гілками і стовбурами у вологих місцях і з невеликою кількістю сонця в лісі. Самиці носять яйця серед хеліцер. Доведено партеногенез виду Theotima minutissima.

## Роди
Перелік родів згідно з World Spider Catalog:
- Dundocera Machado, 1951 — Ангола
- Euso Saaristo, 2001 — Сейшельські острови
- Fageicera Dumitrescu & Georgescu, 1992 — Куба, Колумбія
- Lundacera Machado, 1951 — Ангола
- Ochyrocera Simon, 1892 — Карибський басейн, Південна Америка, Мексика, Гватемала, Самоа
- Ouette Saaristo, 1998 — Китай, Сейшельські острови
- Psiloochyrocera Baert, 2014 — Еквадор
- Roche Saaristo, 1998 — Сейшельські острови
- Speocera Berland, 1914 — Південна Америка, Африка, Азія, Океанія, Куба
- Theotima Simon, 1893 — Панама, Мексика, Карибський басейн, Південна Америка, Африка, Німеччина
- †Priscaleclercera Wunderlich 2017 — бірманський бурштин